# Староайдарська волость
Староайдарська волость — історична адміністративно-територіальна одиниця Старобільського повіту Харківської губернії із центром у слободі Старий Айдар.
Станом на 1885 рік складалася з 9 поселень, 4 сільських громад. Населення — 4282 особи (2202 чоловічої статі та 2080 — жіночої), 616 дворових господарств.
|                     | Площа, десятин | У тому числі орної, дес. |
| ------------------- | -------------- | ------------------------ |
| Сільських громад    | 9196           | 1960                     |
| Приватної власності | 3006           | 1359                     |
| Іншої власності     | 93             | 75                       |
| Загалом             | 12295          | 3394                     |

Основні поселення волості станом на 1885:
- Старий Айдар — колишня державна слобода при річці Айдар за 70 версти від повітового міста, 1435 осіб, 208 дворових господарства, православна церква, школа, поштова станція.
- Лобачев — колишній державний хутір при річці Сіверський Донець, 573 особи, 83 дворових господарства.
- Переділик — колишній державний хутір при річці Айдар, 642 особи, 93 дворових господарств.
- Щастя (Ковалинка) — колишнє державне село, 661 особа, 96 дворових господарств.

Найбільші поселення волості станом на 1914 рік:
- слобода Старий Айдар — 2891 мешканець;
- село Щастя — 1230 мешканців.

Старшиною волості був Микола Хомич Касьянов, волосним писарем — Василь Паїсович Іоффа, головою волосного суду — Семен Олексійович Кузьмін.